# Berretto frigio

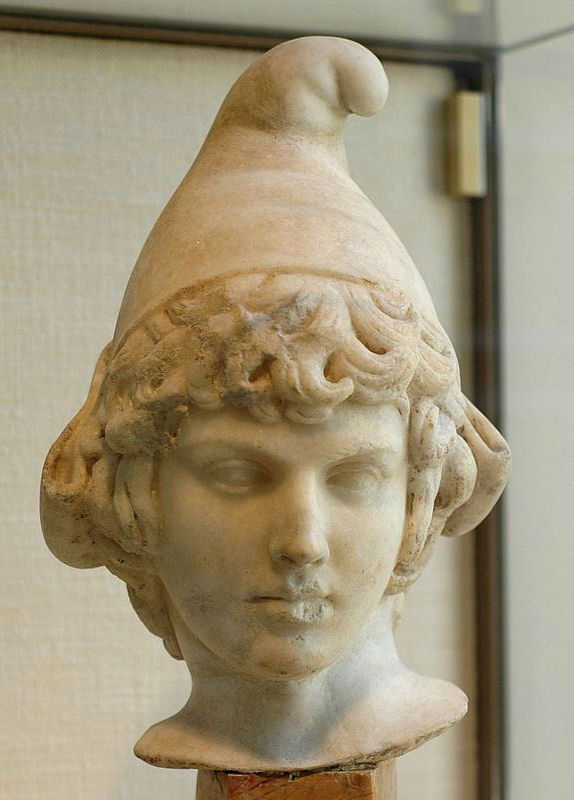
Attis con indosso il berretto frigio.

Il berretto frigio o berretta frigia o cappello frigio o berretto di Frigia è un copricapo conico con la punta ripiegata in avanti.

## Storia del berretto frigio

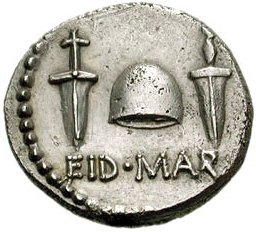
Denario coniato per celebrare l'uccisione di Giulio Cesare alle idi di Marzo (EID • MAR) del 44 a.C.; al centro della moneta un pileo affiancato da due pugnali.

Il berretto frigio è un indumento fondamentale del costume del regno persiano dal VI secolo al II secolo a.C. La sua particolare forma nasce da quella della pelle di capretto aperta. Inizialmente il berretto era composto da una pelle intera, le zampe posteriori erano legate al mento mentre quelle anteriori andavano a formare la caratteristica punta, che poteva cadere in modo morbido sul davanti o sul dietro o rimanere più rigida in posizione verticale. Col tempo il berretto non è stato più formato da pelle di un solo capretto, ma nonostante questo ne ha mantenuto la particolare forma.
Fu dapprima utilizzato dai sacerdoti del Sole nella regione omonima della Frigia (Asia Minore), nell'attuale Anatolia turca. Nell'arte greca del periodo ellenistico appare come indumento tipico degli orientali. Fu uno degli attributi del dio Mitra, nel suo culto conosciuto come Mitraismo.
Fu quindi adottato dai soldati dell'esercito persiano e più tardi, nell'Antica Roma, divenne il copricapo che veniva donato dal padrone agli schiavi liberati, i liberti; fu quindi molto probabilmente in epoca romana che il berretto frigio (chiamato pileus) assunse il suo valore simbolico di libertà. Monete battute dai cesaricidi all'indomani dell'accoltellamento di Giulio Cesare recavano proprio sul verso un pileo, considerato simbolo della violata libertà repubblicana, inserito tra due pugnali, come quelli usati per il regicidio.
Un cappello simile è anche lo stemma dei Tiepolo, famiglia storica della Repubblica di Venezia da cui uscirono importanti dogi, al quale fu successivamente aggiunto il castello d'argento con due torri ai lati. Inoltre il Corno ducale, ovvero il copricapo distintivo del Doge della Serenissima Repubblica di Venezia, si ispirerebbe proprio al cappello frigio indossato dai soldati bizantini.
In un mosaico bizantino della basilica di Sant'Apollinare Nuovo (VI secolo), a Ravenna, i Re d'Oriente adorano Gesù alzando i loro cappelli frigi.

## Icona rivoluzionaria

La Libertà che guida il popolo, di Eugène Delacroix.

Stemma dell'Argentina.

Un berretto simile era indossato dai galeotti di Marsiglia liberati nel 1792, e fu il simbolo dei giacobini nel corso della Rivoluzione francese. Grazie a questo fatto, oltre al suo storico significato di libertà, fu poi adottato come simbolo della rivoluzione stessa, immortalato sulla Marianne, emblema stesso della Francia, nel celebre quadro La Libertà che guida il popolo di Eugène Delacroix.
La simbologia della donna con il berretto frigio fu poi utilizzata dal movimento socialista come simbolo di rinnovamento, progresso e liberazione dell'umanità. Molti studiosi quali Antonio Gramsci, Karl Marx e Friedrich Engels considerarono il socialismo ed il comunismo eredi del Giacobinismo. Il sole, al cui culto si collegava l'utilizzo del cappello e quindi il suo significato, simboleggia l'avvenire e il progresso e quindi la prosperità dati dalla rinascita a sua volta derivante dal fuoco, elemento considerato soprattutto nelle culture antiche come purificatore e rinnovatore.
I significati di rinnovamento e di libertà si adattavano quindi perfettamente agli ideali e allo spirito della rivoluzione francese, diventando uno dei simboli della rivoluzione stessa, spesso issato sopra l'albero della libertà.

## Simbolismo americano

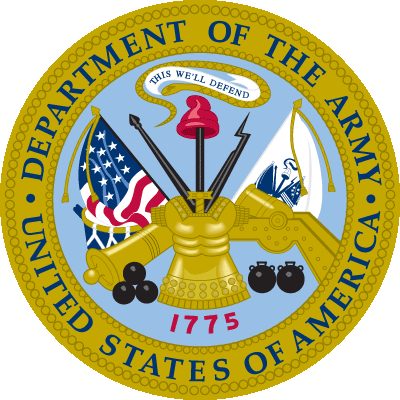
Sigillo dell'Esercito degli Stati Uniti.

Molte delle rivoluzioni anti-coloniali del Nord e Sud America sono state ispirate dalla rivoluzione francese. Nell'attualità figura, come simbolo di libertà, nelle bandiere dello Stato della West Virginia e New Jersey, e come sigillo ufficiale dell'United States Army e del Senato degli Stati Uniti d'America.
In America Latina è rappresentato negli stemmi di Argentina, Bolivia, Colombia, Cuba, El Salvador, Nicaragua e Paraguay.

## Altri utilizzi
È ancora oggi il copricapo nazionale dei catalani, mentre invece nei cartoni animati, anche i Puffi ne indossano uno simile. Sono stati da ispirazione per i creatori di Phrygie, la mascotte dei Giochi Olimpici di Parigi 2024, che raffigura, in forma stilizzata, il berretto.

## Berretto frigio nel carnevale di Ivrea
Il berretto frigio è una delle icone dello storico Carnevale di Ivrea, famoso per la battaglia delle arance dove fu importato dall'esercito francese in piena epoca napoleonica. L'importanza del berretto frigio in Ivrea non è solo storico-folkloristica, ma anche "strategica"': chi ne è sprovvisto può essere fatto scherzoso bersaglio degli Aranceri, i tiratori di arance; per cui vi è l'obbligo per tutti i passanti di indossarlo.

## Galleria d'immagini

Stemma dell'Argentina
Stemma della Bolivia
Stemma della Colombia
Stemma di Cuba
Stemma del comune di Isorella (Brescia – Italia)
Stendardo dei cacciatori a cavallo della Legione Lombarda
Stemma del Nicaragua
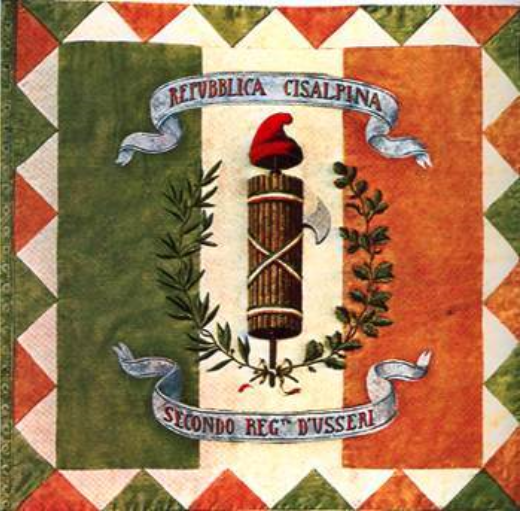
Bandiera del Secondo Reggimento di Ussari della 1ª Repubblica Cisalpina (dal 10 giugno 1798 al 27 aprile 1799)
Emblema del Paraguay (verso)
Simbolo del Senato degli Stati Uniti d'America
Stemma della città di Maceió, Brasile
Stemma attuale di Haiti